# Точка белого
Точка белого (часто называемая эталонным белым или целевым белым в технических документах) представляет собой набор значений тристимула или координат цветности, которые служат для определения цвета «белый» при захвате, кодировании или воспроизведении изображения. В зависимости от области применения для получения приемлемых результатов необходимы различные определения белого цвета. Например, фотографии, сделанные в помещении, могут быть освещены лампами накаливания, которые относительно оранжевые по сравнению с дневным светом. Определение «белого» как дневного света приведёт к неприемлемым результатам при попытке цветокоррекции фотографии, сделанной при освещении лампами накаливания.

## Осветители
Источник освещения характеризуется его относительным распределением спектральной мощности (SPD). Белая точка источника освещения — это цветность белого объекта под источником освещения, и может быть задана координатами цветности, такими как координаты x, y на диаграмме цветности CIE 1931 (отсюда использование относительного SPD, а не абсолютного SPD, поскольку точка белого связана только с цветом и не зависит от интенсивности).
Освещённость и точка белого — это отдельные понятия. Для данного осветителя его точка белого определена однозначно. С другой стороны, данная точка белого, как правило, не соответствует однозначно только одному освещению. Из общепринятой диаграммы цветности CIE 1931 видно, что почти все неспектральные цвета (все, кроме пурпурных), включая цвета, описываемые как белый, могут быть получены бесконечно многими комбинациями спектральных цветов и, следовательно, бесконечно многими различными спектрами осветителей.
Хотя, как правило, нет однозначного соответствия между источниками освещения и точками белого, в случае стандартных источников освещения серии CIE D распределение спектральной мощности математически выводится из координат цветности соответствующих точек белого.
Знание спектрального распределения мощности источника света, спектра отражения указанного белого объекта (часто принимаемого за единицу) и числового определения наблюдателя позволяет определить координаты белой точки в любом цветовом пространстве. Например, одним из простейших источников освещения является спектр «E» или «Равной энергии». Его спектральное распределение мощности является плоским, обеспечивая одинаковую мощность на единицу длины волны при любой длине волны. В терминах цветовых пространств CIE XYZ 1931 и 1964 его цветовые координаты равны [k, k, k], где k — константа, а координаты цветности равны [x, y] = [⅓, ⅓].

## Преобразование точки белого
Если цвет объекта записан при одном источнике освещения, то можно оценить цвет этого объекта при другом источнике освещения, учитывая только белые точки двух источников освещения. Если изображение «некалиброванное» (точка белого источника света неизвестна), необходимо оценить точку белого. Однако, если нужно просто установить баланс белого (чтобы нейтральные объекты выглядели нейтральными в записи), это может оказаться необязательным.
Выражая цвет в виде координат тристимула в цветовом пространстве LMS, можно «перевести» цвет объекта в соответствии с преобразованием Фон Криса, просто масштабируя координаты LMS на отношение максимальных значений тристимулуса в обеих белых точках. Это даёт простую, но приблизительную оценку. Другой метод, который иногда является предпочтительным, использует преобразование Брэдфорда или другое преобразование хроматической адаптации; в общем, они работают путём преобразования в промежуточное пространство, масштабирования количества основных элементов в этом пространстве и обратного преобразования.
Чтобы точно рассчитать цвет объекта при другом источнике освещения, а не просто то, как он будет восприниматься, необходимо записать многоспектральную или гиперспектральную информацию о цвете.